# Dunn megye (Észak-Dakota)
Dunn megye az Amerikai Egyesült Államokban, azon belül Észak-Dakota államban található. Megyeszékhelye Manning, legnagyobb városa Killdeer. Lakosainak száma 4095 fő (2020. április 1.). Dunn megye Mountrail, Stark, Mercer, McLean, McKenzie és Billings megyékkel határos.

## Népesség
A megye népességének változása:
| Lakosok száma | 3540 | 3743 | 3972 | 4162 | 4646 | 4095 |
|               | 2010 | 2011 | 2012 | 2013 | 2015 | 2020 |